# Зизилев, Михаил Федотович
Михаи́л Федо́тович Зи́зилев (латыш. Mihails Ziziļevs; 27 декабря 1973, Даугавпилс) — латвийский футболист, полузащитник.

## Биография
В 1993 году окончил Вишкский сельскохозяйственный техникум. Является воспитанником даугавпилсского футбола, до 2000 года выступал за даугавпилсские клубы, затем два сезона играл в казанском «Рубине». В 2001 году, после окончания сезона 2001 года в Первом дивизионе, был заявлен на последний тур чемпионата Латвии в составе «Динабурга». Перед началом сезона-2002 вместе с другими даугавпилсскими футболистами — Эдгаром Бурлаковым и Юргисом Пучинским перешёл в лиепайский «Металлург», но после 5 проведённых игр был в отчислен из команды вместе с другими футболистами. Сезон продолжил в «Динабурге», но вскоре получил приглашение в «Вентспилс», в составе которого стал серебряным призёром чемпионата Латвии. Следующие два сезона провёл в России — играл в липецком «Металлурге» и владивостокском клубе «Луч-Энергия». Затем снова вернулся в «Динабург». В 2006 году был приглашён Романом Григорчуком в «Вентспилс», в составе которого стал трёхкратным чемпионом Латвии. В 2009 году был заявлен за даугавпилсскую «Даугаву», которая играла в Первой лиге. В середине сезона тренером Тамазом Пертией снова был приглашён в «Динабург». С 2010 года играет в даугавпилсской «Даугаве».

## Достижения
- Чемпион Латвии (4): 2006, 2007, 2008, 2012.
- Серебряный призёр чемпионата Латвии (2): 1995, 2002.
- Бронзовый призёр чемпионата Латвии (3): 1996, 1997, 2011.
- Обладатель Кубка Латвии (1): 2007.
- Финалист Кубка Латвии (2): 1997, 2008.
- Обладатель Зимнего кубка Высшей лиги (1): 2013.